# The Learning Company
The Learning Company (ou simplesmente TLC) é uma empresa produtora de software educativo estadunidense que foi fundada em 1980. A empresa produziu um sistema baseado em séries semelhantemente à série JumpStart, da Knowledge Adventure. Os produtos para alunos pré-escolares a do segundo grau possuem o Reader Rabbit, e softwares para alunos mais avançados possuem o The ClueFinders.
A empresa já adquiriu a Minnesota Educational Computing Consortium. Em 17 de dezembro, 2008, a TLC encerrou a loja virtual da empresa, deixando os seus produtos para serem vendidos em lojas de varejo e outras distribuidoras online.